# Jan-Peter Kampwirth
Jan-Peter Kampwirth (* 1974 in Neheim-Hüsten, auch als Jan Peter Kampwirth geführt) ist ein deutscher Schauspieler.

## Leben
Jan-Peter Kampwirth begann nach dem Abitur zunächst eine Schreinerlehre. Im Alter von 18 Jahren nahm er gemeinsam mit seinem Bruder Stephan Kampwirth, der ebenfalls Schauspieler wurde, an einem Casting für eine Vorabendserie teil und studierte später bis 1993 an der Schauspielschule Bochum, welche der Folkwang Universität der Künste in Essen angegliedert ist.
Erste Bühnenerfahrungen sammelte er an dem Schauspielhaus Bochum, dem Schauspielhaus Düsseldorf und am Residenztheater in München. Im Jahr 2006 wurde ihm der Förderpreis des Vereins der Freunde des Bayerischen Staatsschauspiels zuerkannt. Ab der Spielzeit 2007/2008 gehört er dem Ensemble des Schauspiels Köln an. Hier spielte er unter anderem in Warten auf Godot von Samuel Beckett und in Gerhart Hauptmanns die Die Ratten. Seit 2013 ist Kampwirth Ensemblemitglied des Deutschen Schauspielhauses in Hamburg.
Jan-Peter Kampwirth wirkte in einigen Film- und Fernsehproduktionen mit. Neben Auftritten in Fernsehserien wie Großstadtrevier und Mein Leben & Ich war er 2009 in der Comedyserie Der kleine Mann in fünf Folgen als Frederick zu sehen. In der ARD-Produktion Neue Vahr Süd verkörperte er den Unteroffizier Pilz und stellte in Das Wunder von Wolbeck aus der Fernsehreihe Tatort mit Axel Prahl und Jan Josef Liefers an der Seite seines Bruders Stephan die Figur des Bert  Krien dar.
Jan-Peter Kampwirth ist auch als Hörspielsprecher tätig. So konnte man ihn in Frau Gantner von dem luxemburgischen Schriftsteller Guy Helminger gemeinsam mit Tanja Schleiff hören.

## Filmografie (Auswahl)
- 1993: Großstadtrevier (Fernsehserie, Folge Brüderchen)
- 2001: Ein Millionär zum Frühstück (Fernsehfilm)
- 2003: Die Musterknaben 3 – 1000 und eine Nacht (Fernsehreihe)
- 2004: Mein Leben & Ich (Fernsehserie, Folge Neue Nachbarn)
- 2005: Der Elefant – Mord verjährt nie (Fernsehserie, Folge Fluch der bösen Tat)
- 2007: GG 19 – Deutschland in 19 Artikeln (Episodenfilm)
- 2008: Mord in aller Unschuld (Fernsehfilm)
- 2008: Kommissar Süden und der Luftgitarrist (Fernsehfilm)
- 2009: Der kleine Mann (Fernsehserie, 5 Folgen)
- 2010: Der verlorene Vater (Fernsehfilm)
- 2010: Neue Vahr Süd (Fernsehfilm)
- 2012: Tatort: Das Wunder von Wolbeck (Fernsehreihe)
- 2014–2018: Der Tatortreiniger (Fernsehserie, 2 Folgen)
- 2014: Notruf Hafenkante (Fernsehserie, Folge Vater unter Verdacht)
- 2015: Die Pfefferkörner (Fernsehserie, Folge Vertauschte Handys)
- 2017: Magical Mystery oder: Die Rückkehr des Karl Schmidt
- 2018: Morden im Norden (Fernsehserie, Folge Kellerkind)
- 2019: Ostfriesensünde (Fernsehreihe)
- 2020: Altes Land (Fernsehfilm)
- 2020: Polizeiruf 110: Der Verurteilte
- 2021: Tatort: Borowski und die Angst der weißen Männer
- 2022: Wir sind dann wohl die Angehörigen
- 2023: SOKO Köln (Fernsehserie, Folge Schuld und Sühne)
- 2024: Der Usedom-Krimi (Fernsehreihe, Folge Emma)

## Theater (Auswahl)
- seit 2013: Deutsches Schauspielhaus Hamburg
  - Ministerium für Einsamkeit – Regie: Peter Kastenmüller
  - Macbeth – Regie: Karin Beier
  - Günther Gründgens – ein Leben, zu wahr, um schön zu sein – Regie: Clemens Sienknecht, Barbara Bürk
  - Lärm. Blindes Sehen. Blinde sehen! – Regie: Karin Beier
  - Das Schloss – Regie: Viktor Bodo
  - Serotonin – Regie: Falk Richter
  - Die Übriggebliebenen – Regie: Karin Henkel
  - König Lear – Regie: Karin Beier
  - Anna Karenina – Allerdings mit anderem Text und auch anderer Melodie – Regie: Clemens Sienknecht, Barbara Bürk
  - Schiff der Träume – Regie: Karin Beier
    - eingeladen zum Theatertreffen 2016

  - Schuld und Sühne – Regie: Karin Henkel
  - Der Entertainer – Regie: Christoph Marthaler
  - John Gabriel Borkman – Regie: Karin Henkel
    - Theatertreffen 2015

  - Alles weitere kennen Sie aus dem Kino – Regie: Katie Mitchell
  - Schuld – Regie: Karin Henkel
  - Spam – Regie: Roland Schimmelpfennig

- 2007–2013: Schauspiel Köln
  - Die Ratten – Regie: Karin Henkel
  - Demokratie in Abendstunden – Regie: Karin Beier
  - Kirschgarten – Regie: Karin Henkel
  - Warten auf Godot – Regie: Thomas Dannemann
  - Kasimir und Karoline – Regie: Johan Simons
  - Die Schmutzigen, die Hässlichen und die Gemeinen – Regie: Karin Beier
  - Leonce und Lena – Regie: Jan Bosse

- 2006–2007: Bayerisches Staatsschauspiel
  - Maria Stuart – Regie: Amélie Niermeyer
  - Maß für Maß – Regie: Dieter Dorn
  - Baumeister Solness – Regie: Tina Lanik
  - Natürliche Auslese – Regie: Antoine Uidehaag
  - Der Hässliche – Regie: Britta Schreiber
  - Klein Eyolf – Regie: Thomas Langhoff

- 2001–2004: Düsseldorfer Schauspielhaus
  - Macbeth – Regie: Jürgen Gosch
  - Woyzeck – Regie: Thomas Bischoff
  - Der zerbrochene Krug – Regie: Philip Tiedemann
  - Prinz Friedrich von Homburg – Regie: Jürgen Gosch
  - Heftgarn – Regie: Peter Hailer

- 2001–2002: Schauspielhaus Bochum
  - Romeo und Julia – Regie: Johannes Klaus

## Belege
1. ↑  Porträt von Jan-Peter Kampwirth (Memento des Originals vom 28. März 2016 im Internet Archive)  Info: Der Archivlink wurde automatisch eingesetzt und noch nicht geprüft. Bitte prüfe Original- und Archivlink gemäß Anleitung und entferne dann diesen Hinweis. auf K.West – Das Kulturmagazin des Westens, 6/2011; abgerufen am 15. März 2013
2. ↑  Jan-Peter Kampwirth bei Filmmakers, abgerufen am 20. Dezember 2023
3. ↑  Preisträger der Förderpreise (Memento vom 2. April 2015 im Internet Archive) auf Verein der Freunde des Bayerischen Staatsschauspiels online; abgerufen am 15. März 2013
4. ↑  Kurzporträt Jan-Peter Kampwirth (Memento vom 12. März 2013 im Internet Archive) auf Schauspiel Köln online; abgerufen am 14. August 2016
5. ↑   Kurzporträt Jan-Peter Kampwirth (Memento vom 5. März 2016 im Internet Archive) auf Maxim Gorki Theater online; abgerufen am 15. März 2013
6. ↑  Ein Mann fürs Zwielicht auf Die Welt online; abgerufen am 15. März 2013
7. ↑  Den Ernst des Lebens spielen auf Kölner Stadt-Anzeiger online; abgerufen am 15. März 2013
8. ↑  Jan-Peter Kampwirth. 19. November 2017, abgerufen am 10. Januar 2019 (deutsch).
9. ↑  Frau Gantner auf ARD-Hörspieldatenbank; abgerufen am 3. Januar 2021

| Personendaten    | Personendaten          |
| ---------------- | ---------------------- |
| NAME             | Kampwirth, Jan-Peter   |
| ALTERNATIVNAMEN  | Kampwirth, Jan Peter   |
| KURZBESCHREIBUNG | deutscher Schauspieler |
| GEBURTSDATUM     | 1974                   |
| GEBURTSORT       | Neheim-Hüsten          |